# Paramunnopsis spinifer
Paramunnopsis spinifer är en kräftdjursart som först beskrevs av Vanhoeffen 1914.  Paramunnopsis spinifer ingår i släktet Paramunnopsis och familjen Munnopsidae. Inga underarter finns listade i Catalogue of Life.